# Лаура Чинчиља
Лаура Чинчиља Миранда (шп. Laura Chinchilla Miranda; Сан Хосе, 28. март 1959) костариканска је политичарка и прва жена председник Костарике. Пре доласка на функцију председника била је једна од два потпредседника, као и министар правосуђа у влади Оскара Аријаса. Изабрана је за председничког кандидата владајуће Партије националног ослобођења за изборе 2010. године. Она је шеста жена изабрана на председничку функцију у некој земљи Латинске Америке.
Рођена је 1959. године у предграђу Сан Хосеа. Дипломирала је на Универзитету Костарике, а магистрирала на Џорџтауну. Радила је у више невладиних организација у Африци и Латинској Америци као стручњак за безбедност и реформу правосуђа. Први пут је изабрана у владу Хосе Марије Фигуерес Олсена као министар за безбедност. Била је једна од два потпредседника у другој администрацији Оскара Аријаса од 2006. до 2010. године. Велики је поборник забране абортуса и истополних бракова.